# Nationaal park Amazônia
Het Nationaal park Amazônia (Parque Nacional da Amazônia) is een nationaal park in Brazilië. Het is gesticht in 1974 en heeft een oppervlakte van 1.070.737 ha. Het ligt in de gemeenten Itaituba en Trairão, in de deelstaat Pará in het noorden van Brazilië. Het doel is de bescherming van typische Amazone ecosystemen voor wetenschap, educatie en recreatie. Verantwoordelijk voor het beheer is het Instituto Chico Mendes de Conservação da Biodiversidade.

## Fysieke en biologische karakteristiek
Het park kent een warm en vochtig klimaat met 1-2 droge maanden per jaar. De gemiddelde jaarlijkse temperatuur is 24-26° C, met maxima van 38-40° C en minima van 12 tot 16° C. De vegetatie bestaat overwegend uit tropisch regenwoud, met een grote diversiteit aan soorten en vormen. De hoogste bomen reiken tot 50 meter en in de onderste lagen zijn vele klimplanten, mossen, korstmossen, orchideeën en andere planten te vinden. Er is een rijke fauna, maar de dichtheid aan individuen is laag. Het park herbergt diverse bedreigde diersoorten, zoals de zeekoe en de reuzenmiereneter, en is rijk aan reptielen en aquatische fauna.

## Gebruik door de mens
Recreanten wordt de mogelijkheid geboden het park te bezoeken. Het park wordt ook gebruikt, deels illegaal, voor allerlei vormen van exploitatie, zoals bosbouw, jacht en visserij.